# Center for Plant Conservation
Center for Plant Conservation (CPC) is een non-profit-netwerk van meer dan dertig botanische instituten, dat zich richt op de bescherming en het herstel van de oorspronkelijke flora van de Verenigde Staten. Het netwerk is opgericht in 1984 en coördineert in een nationaal programma het bewaren van collecties van zeldzaam plantmateriaal (zaden, gewortelde stekken en volgroeide planten) op verschillende locaties buiten het oorspronkelijke verspreidingsgebied van de planten. Hierdoor kunnen planten eventueel weer worden uitgezet op plaatsen in hun natuurlijke habitats waar ze zijn uitgestorven. Ook wordt gezorgd voor de bescherming van bedreigde planten in hun natuurlijke habitats.
Het netwerk ondersteunt het beheer van de gedecentraliseerde National Collection of Endangered Plants ('Nationale Collectie van Bedreigde Planten'). Deze collectie bevat meer dan zeshonderd van de meest bedreigde planten van de Verenigde Staten. Door deze collectie, die is gevestigd in de verschillende botanische instituten in het hele land, blijven bedreigde planten behouden en kunnen ze wetenschappelijk onderzocht worden. CPC houdt zich ook bezig met voorlichting en publiekseducatie. Tevens is het netwerk verantwoordelijk voor meerdere publicaties over bedreigde planten en over het beschermen en in stand houden van deze planten. CPC werkt mee aan Seeds of Success, een natuurbeschermingsproject dat is gericht op het verzamelen en bewaren van zaden van planten uit de Verenigde Staten. CPC is aangesloten aangesloten bij de Plant Conservation Alliance (PCA), een samenwerkingsverband dat zich richt op de bescherming van planten die van nature voorkomen in de Verenigde Staten.
Het hoofdkantoor van de CPC is gevestigd in de Missouri Botanical Garden in Saint Louis (Missouri). De aangesloten botanische instituten zijn gevestigd in het hele land, behalve op het vasteland ook in Hawaï en op de Amerikaanse Maagdeneilanden.
Aangesloten instituten zijn onder meer: 
- Amy B.H. Greenwell Ethnobotanical Garden (Hawaï)
- Arboretum at Flagstaff (Arizona)
- Arizona-Sonora Desert Museum (Arizona)
- Arnold Arboretum (Massachusetts)
- Atlanta Botanical Garden (Georgia)
- Berry Botanic Garden (Oregon)
- Brooklyn Botanic Garden (New York)
- Chicago Botanic Garden (Illinois)
- Cincinnati Zoo and Botanical Garden (Ohio)
- Denver Botanic Gardens (Colorado)
- Desert Botanical Garden (Arizona)
- Fairchild Tropical Botanic Garden (Florida)
- Holden Arboretum (Ohio)
- Honolulu Botanical Gardens (Hawaï)
- Lady Bird Johnson Wildflower Center (Texas)
- Lyon Arboretum (Hawaï)
- Missouri Botanical Garden (Missouri)
- Morton Arboretum (Illinois)
- National Tropical Botanical Garden (Florida en Hawaï)
- New England Wild Flower Society (New England)
- New York Botanical Garden (New York)
- North Carolina Arboretum (North Carolina)
- North Carolina Botanical Garden (North Carolina)
- Rancho Santa Ana Botanic Garden (Californië)
- Santa Barbara Botanic Garden (Californië)
- State Botanical Garden of Georgia (Georgia)
- St. George Village Botanical Garden (Amerikaanse Maagdeneilanden).